# Thomas Brun
Thomas Brun of Brown (Engeland, 12e eeuw) was hoofdklerk op de staatskanselarij van het koninkrijk Sicilië, tijdens de regering van koning Rogier II van het Normandische Huis Hauteville.

## Levensloop

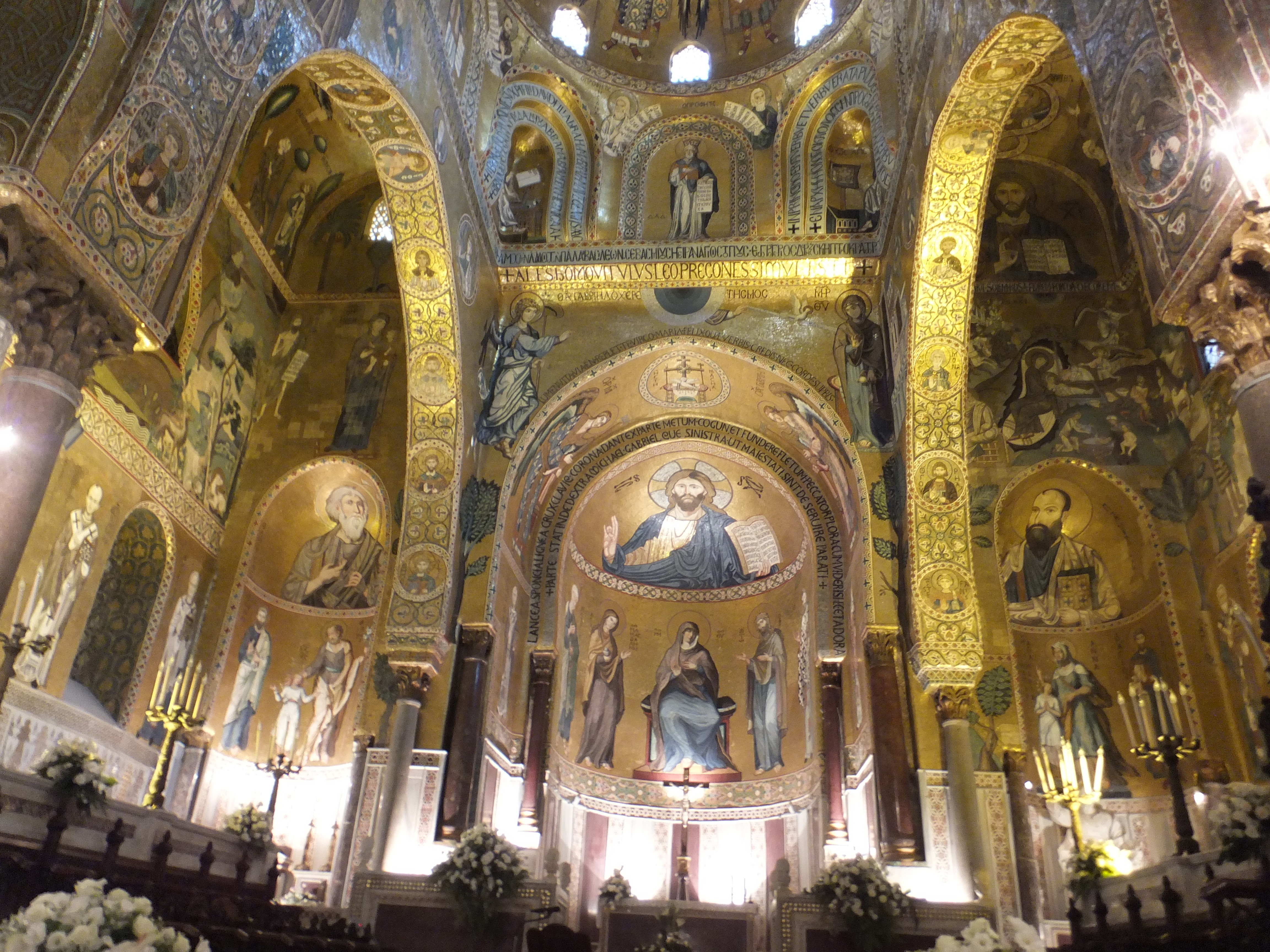
Cappella Palatina in Palermo, Sicilië

Brun werd geboren in het koninkrijk Engeland. Brun was de zoon of de neef van William Brun, een klerk aan het Hof van koning Hendrik I van Engeland en hertog van Normandië. Brun reisde naar Sicilië circa het jaar 1130. Hij was toen een kind en reisde in het gezelschap van Robert of Selby, de latere kanselier van Sicilië.
Op de staatskanselarij van Sicilië was Brun werkzaam als magister of in het Arabisch Qaid – Arabisch was naast Grieks en Latijn een van de drie officiële talen op de kanselarij -. De titel Qaid is te vertalen in deze Siciliaanse context als klerk-toezichter of hoofdklerk. De naam van Brun verschijnt op vele documenten van de kanselarij, onder meer op een charter die de financiering van de Cappella Palatina behandelt. In 1132 bestelde koning Rogier II van Sicilië immers deze hofkapel. Brun stond in de gunst van Rogier II.
In 1154 stierf Rogier II en werd hij opgevolgd door zijn zoon Willem I. Thomas Brun werd ontslagen. Mogelijks speelde hier het feit mee dat de vicekanselier Maio bevorderd werd tot kanselier. Brun keerde terug naar Engeland. Hij werd kapelaan bij koning Hendrik II Plantagenet.